# Estradiol-17β-cipionat
Estradiol-17β-cipionat ist ein synthetisch hergestellter Abkömmling des natürlich vorkommenden Sexualhormons Estradiol. Es handelt sich um dessen 3-Cyclopentylpropanoyl-Ester. 
Die fixe Kombination von Estradiol-17β-cipionat mit Medroxyprogesteron ist gemäß der Liste der unentbehrlichen Arzneimittel der Weltgesundheitsorganisation als wichtiges injizierbares Verhütungsmittel eingestuft.
Estradiol-17β-cipionat wurde 1952 durch das Unternehmen Upjohn in den USA für den Arzneimittelmarkt eingeführt. Es wird langsamer als Estradiol resorbiert. Im Vergleich zu anderen intramuskulär verwendeten Estradiolestern hat Estradiol-17β-cipionat die mit 11 Tagen längste Wirkdauer. Estradiolbenzoat und Estradiolvalerat haben hingegen nur eine Wirkdauer von 4–5 bzw. 7–8 Tagen.